# ナナランド
ナナランドは、日本の女性アイドルグループ。

## 概要
2017年12月、メンバー3名が在籍していたアイドルグループ「drop」から変更という形で結成。グループのコンセプトは「7人の魔法使い」である。drop魔法学院を卒業し、卒業後に魔法省の指示により揃ってとある王国に赴任することが決定。そこで3人を待っていたのは、新たな4人の魔法使いだった。そして、12月1日から7人となって活動を開始。プレデビュー期間を経て2018年7月7日に正式デビュー。
2024年5月に翌年春をもってメンバー全員が卒業し現体制終了を発表、2025年3月27日にラストライブ「ナナランドのさようなランド！」を開催し活動を終了した。

## 略歴

### 2017年
- 12月2日
  - 白金高輪SELENE b2にて行われた事務所主催イベント「ロマンチックコンポート～冬の陣～」にてお披露目。
  - 同日、メンバーの小日向麻衣の生誕祭が行われる。
- 12月16日 - メンバーの雪村花鈴の生誕祭が渋谷クアトロにて行われる。

### 2018年
- 2月3日、4日、10日で東名阪ツアー2018「東名阪もナナランド」を開催。
- 2月25日 - メンバーの小泉留菜の生誕祭が白金高輪SELENE b2にて行われる。
- 2月10日のツアーファイナルで、2018年5月4日にディファ有明でワンマンライブを行うことが発表されている。
- 5月4日 - ディファ有明にてワンマンライブ「ナナランドのゴールデンランド2018」を開催。小泉留菜、牧野あやみが卒業[4]。
- 5月26日 - LIQUIDROOMにてワンマンライブ「ナナランドのリキッドランド」を開催。日本コロムビアから2018年9月5日に1stシングルをリリースし、メジャーデビューすることを発表した[5]。
- 7月7日 - 白金高輪SELENE b2にて「ナナランドのデビューランド」を開催。安藤ゆきね、武井梨緒が加入[6]。
- 8月3日 - 5日 - 「TOKYO IDOL FESTIVAL 2018」に出演。
  - 8月3日 - 「TIF2018メインステージ争奪LIVE 決勝戦」において優勝[7]。
  - 8月5日 - HOT STAGE(Zepp ダイバーシティ東京)にて「TIF2018メインステージ争奪LIVE WINNER ステージ」とTIF2018の最後のステージを務めた[8][9]。
- 8月26日 - 「@JAM EXPO 2018」に出演。
- 9月5日 - メジャーデビューシングル『満月に遠吠え／理由』を日本コロムビアより発売[10]。
- 11月24日 - 「ナナランド高倉藍夏卒業公演（横浜YTJホール）」にて高倉藍夏が卒業。

### 2019年
- 1月3日 - 「ニューイヤープレミアムパーティー 2019」に出演。
- 1月6日 - ナナランド結成1周年記念ライブ！「ナナランドの1周年ランド2019」（新宿BLAZE）を開催。笹原琴音が加入[11]。
- 1月26日 - 「ナナランドのダブダブランド！！（渋谷 WWWX）」にて武井梨緒が卒業。
- 2月2日 - 3月21日 - 全国ツアー2019「ナナパレード」を開催。
- 3月10日 - 「ナナパレード大阪編（梅田TRAD）」にて西嶋菜々子が加入[12]。
- 7月7日 - 「ナナランドの日2019」（梅田クラブクアトロ）を開催。
- 7月24日 - セカンドシングル『夏の夢／キミから一番遠い場所』を日本コロムビアより発売。
- 8月2日 - 4日 - 「TOKYO IDOL FESTIVAL 2019」に出演。
- 8月24日 - 「@JAM EXPO 2019」に出演。
- 12月19日 - 笹原琴音に契約違反があったとして年内での契約解除を発表。

### 2020年
- 1月3日 - 「ニューイヤープレミアムパーティー 2020」に出演。
- 1月24日 - 赤担当の新メンバーに竹内月音の加入を発表。
- 1月26日 - 「ナナランドの突然の大阪ランド」（OSAKAMUSE）にて竹内月音がお披露目。
- 1月31日 - 2月1日 - Girl'sBomb!! @ JAPAN EXPO THAILAND 2020(  タイ セントラルワールドプラザ) に出演。
- 3月1日 - 安藤ゆきねが体調不良のため卒業[13]。（同日開催の「60分1本ランド」ライブが最後のステージ予定であったが前述の新型コロナウイルス対策のためライブは非開催となった）
- 4月19日 - リーダーを務めた小日向麻衣が、難聴の治療に専念するためグループを卒業[14]。
- 4月22日 - 「ナナランドの配信ランド」（無観客/ZAIKO有料配信）にて、新メンバーとしてオレンジ担当瀬戸みなみおよび紫担当三好麗奈がお披露目[15]。
- 5月12日 - 雪村花鈴が写真週刊誌『FLASH』（光文社）で人生初の水着グラビアに挑戦[16]。
- 8月26日 - 3rdシングル「ジャンジャカジャカスカ」が発売。この曲がTBS「王様のブランチ」8月度エンディングテーマに起用される。

### 2021年
- 7月6日、竹内月音がミスマガジン2021ファイナリストに進出[17]。
- 9月1日、雪村花鈴が女優になる夢を叶えるために2022年1月の卒業公演を持ってナナランドを卒業することを発表[18]。その後雪村は2022年5月、週刊プレイボーイ編集部主催「週プレ編集者の隠し玉グランプリ」に担当編集高篠推薦としてエントリー[19]。
- 11月5日、同年9月から10月にかけて行われた「TIF×週刊SPA!水着でアイドル頂上決戦」において、ナナランド代表として出た峰島こまきの優勝が発表される。

### 2022年
- 2月2日 - 百瀬ひよりをお披露目[20]。
- 5月18日 - 峰島こまきが@JAM EXPO 2022期間限定ユニット『You Never Know』メンバーに選ばれる。
- 「TOKYO IDOL FESTIVAL 2022」で行われたアイドル総選挙に出場し悔しくも2位となる。

### 2023年
- 4月 - TVアニメ「転生貴族の異世界冒険録〜自重を知らない神々の使徒〜」のエンディングテーマに「七色の絵の具で」が起用される。
- 9月3日 - 翌年春頃に峰島こまきが卒業することを発表[21]。
- 10月18日 - 初の野外単独公演「ナナランドのNANAPARK! Supported byUP-T」が代々木公園野外ステージで開催。
- 12月31日 - Veats SHIBUYAにてカウントダウンライブ「ナナランドのカウントダウンランド！2023→2024」を開催。

### 2024年
- 3月29日 - 峰島こまきが卒業。
- 4月14日 - 新体制初公演、「ナナランドの新体制お披露目ランド！」がSpotify O-Crestにて行われる。
- 4月22日 - AKIBAカルチャーズ劇場にて毎月第4月曜に定期公演「ナナナナナランド」がスタート。
- 5月13日 - 2025年での活動終了を発表[2]。
- 9月15日 - 16日 - 「@JAM EXPO 2024」にて@JAM ALLSTARS 2024のメンバーに大場はるかが選出。

### 2025年
- 3月24日 - 定期公演「ナナナナナランド」最終公演。
- 3月27日 - EX THEATER ROPPONGIにて現体制終了ライブ「ナナランドのさようならランド！」を開催、3月30日の後日特典会をもってすべての活動を終了した。

## メンバー

### 現メンバー
| 名前       | よみ            | ニックネーム | 生年月日（年齢）       | 身長    | 出身地 | 担当カラー     | 属性 | ファンの総称   | 備考                                             |
| ---------- | --------------- | ------------ | ---------------------- | ------- | ------ | -------------- | ---- | -------------- | ------------------------------------------------ |
| 大場はるか | おおば はるか   | はるぴー     | 1993年10月4日（31歳）  | 155cm   | 埼玉県 | ミントグリーン | 自然 | ミトコンドリア | - ミスiD2013 - 2代目リーダー - 元drop            |
| 西嶋菜々子 | にしじま ななこ | なーこ       | 2000年8月16日（25歳）  | 159cm   | 兵庫県 | 黄             | 星   | -              | - 2019年3月10日加入                              |
| 竹内月音   | たけうち つきね | つきちゃん   | 2003年11月19日（21歳） | 151cm   | 石川県 | 赤             | 炎   | -              | - 元ザ・コインロッカーズ - 2020年1月26日お披露目 |
| 三好麗奈   | みよし れいな   | れーな       | 1999年5月26日（26歳）  | 159cm   | 埼玉県 | 紫             | 風   | -              | - 2020年4月22日お披露目                          |
| 瀬戸みなみ | せと みなみ     | みなみ       | 2001年10月11日（23歳） | 147.5cm | 徳島県 | オレンジ       | 太陽 | -              | - 2020年4月22日お披露目                          |
| 百瀬ひより | ももせ ひより   | ひより       | 2004年2月26日（21歳）  | 151cm   | 東京都 | ピンク         | 愛   | -              | - 2022年2月2日お披露目                           |

### 元メンバー
| 名前       | よみ            | ニックネーム | 生年月日（年齢）       | 身長  | 出身地   | 担当カラー | 属性 | ファンの総称     | 備考 |
| ---------- | --------------- | ------------ | ---------------------- | ----- | -------- | ---------- | ---- | ---------------- | --- |
| 小泉留菜   | こいずみ るな   | るなち       | 1998年2月27日（27歳）  | 154cm | 埼玉県   | 紫         | 毒   | 毒民（どくみん） | - 元スマイル学園→ドリ☆ステ（ここまで西脇留菜名義）→drop - 2018年5月4日卒業→引退                                                                          |
| 牧野あやみ | まきの あやみ   | あやみん     | 2000年2月28日（25歳）  | 156cm | 栃木県   | 黄         | 雷   | -                | - 2018年5月4日卒業 - 卒業後は漆間あやみ名義でLOVEbite、天使にはなれない、PUREGRIS（苺野瀬うる名義）を経て現在はラプラスで活動 - ミスiD2020ファイナリスト |
| 高倉藍夏   | たかくら あいか | あいか       | 1998年8月29日（26歳）  | 161cm | 神奈川県 | 赤         | 炎   | -                | - 2018年11月24日卒業→引退 |
| 笹原琴音   | ささはら ことね | ことちゃん   | 2001年9月19日（23歳）  | 150cm | 兵庫県   | 赤         | 炎   | -                | - 2019年1月6日加入 - 2019年12月29日脱退 |
| 武井梨緒   | たけい りお     | りっちゃん   | 2000年7月24日（25歳）  | 161cm | 東京都   | 黄         | 星   | -                | - 2018年7月7日加入 - 2019年1月26日卒業 - 卒業後は小倉梨緒名義でプラティエ、&onlyで活動                                                                   |
| 安藤ゆきね | あんどう ゆきね | ゆきね       | 2000年4月16日（25歳）  | 160cm | 滋賀県   | 紫         | 風   | -                | - 2018年7月7日加入 - 2020年3月1日卒業→引退 |
| 小日向麻衣 | こひなた まい   | まーちゃん   | 1996年12月9日（28歳）  | 158cm | 東京都   | オレンジ   | 太陽 | ひまわり組       | - 卒業までリーダーを務めた - 元drop - 2020年4月19日卒業 (4月30日 退所) - 2021年8月、わんふぁす！プレイングプロデューサーとして活動再開                   |
| 雪村花鈴   | ゆきむら かりん | かりん       | 2001年12月28日（23歳） | 156cm | 茨城県   | ピンク     | 愛   | -                | - 2022年1月31日卒業 - 卒業後はグラビアアイドル・女優に転身し活動中 - 現MiraMellow                                                                        |
| 峰島こまき | みねしま こまき | こまき       | 2000年11月17日（24歳） | 152cm | 静岡県   | 青         | 水   | すこまき組       | - 元ステーション♪(山下花奈名義) - 2024年3月29日卒業 - 現SCRAMBLE SMILE                                                                                   |

## ディスコグラフィー
※最高位はオリコンチャート週間ランキングによるもの。

### シングル
|     | 発売日         | タイトル                           | 販売形態 | 規格品番          | 収録曲 | 備考                                                                                      | 最高位 |
| --- | -------------- | ---------------------------------- | -------- | ----------------- | --- | ----------------------------------------------------------------------------------------- | ------ |
| 1st | 2018年9月5日   | 満月に遠吠え/理由                  | CD       | COCA-17476～17483 | 1. 満月に遠吠え 2. 理由 3. 満月に遠吠え (Instrumental) 4. 理由 (Instrumental) | メジャーデビューシングル                                                                  | 4位    |
| 2nd | 2019年7月24日  | 夏の夢/キミから一番遠い場所        | CD       | COCA-17651～17658 | 1. 夏の夢 2. キミから一番遠い場所 3. 冬なんて嫌いという君が好き 4. 夏の夢 (Instrumental) 5. キミから一番遠い場所 (Instrumental) 6. 冬なんて嫌いという君が好き (Instrumental) | お願い!ランキング 2019年8月度 EDテーマ                                                    | 9位    |
| 3rd | 2020年8月26日  | ジャンジャカジャカスカ             | CD       | COCA-17789～17796 | 1. ジャンジャカジャカスカ 2. 毎秒 3. サウスポー 4. ジャンジャカジャカスカ (Instrumental) 5. 毎秒 (Instrumental) 6. サウスポー (Instrumental) | 恋とか愛とか（仮） EDテーマ「毎秒」 テレビ神奈川「関内デビル」8月度EDテーマ「サウスポー」 | 12位   |
| 4th | 2021年10月20日 | 開花宣言！                         | CD       | COCA-17928～17935 | 1. 開花宣言! 2. ゼンブワザト 3. 悪戯 4. 開花宣言! (Instrumental) 5. ゼンブワザト (Instrumental) 6. 悪戯 (Instrumental) | 日本テレビ系「バズリズム02」10月EDテーマ 朝日放送「相席食堂」10月EDテーマ                 | 8位    |
|     | 2022年10月7日  | もう一度僕と恋愛してくれませんか？ | 配信限定 | COKM-44059        | |                                                                                           |        |
| 5th | 2023年4月19日  | 七色の絵の具で                     | CD       |                   | 1. 七色の絵の具で 2. ドゥキドゥキ 3. なんじゃこりゃ 4. コ・ナ・オ・ト・シ 5. もう一度僕と恋愛してくれませんか? 6. 七色の絵の具で (Instrumental) 7. ドゥキドゥキ (Instrumental) 8. なんじゃこりゃ (Instrumental) 9. コ・ナ・オ・ト・シ (Instrumental) 10. もう一度僕と恋愛してくれませんか?(Instrumental) | TVアニメ『転生貴族の異世界冒険録 〜自重を知らない神々の使徒〜』EDテーマ                   |        |

## ツアー
| タイトル                          | 日程                   | 公演会場 |
| --------------------------------- | ---------------------- | --- |
| 東名阪もナナランド                | 2018年2月3日 - 2月10日 | 全国3ヶ所3公演（※全て単独公演） - 2月3日 名古屋 大須M.I.D - 2月4日 大阪 心斎橋DROP - 2月10日 白金高輪セレネb2 |
| ナナパレード                      | 2019年2月2日 - 3月21日 | 全国5ヶ所6公演（※全て単独公演） - 2月2日 東京 新宿ＢＬＡＺＥ - 2月11日 名古屋 名古屋ボトムライン - 2月17日 福岡 DRUM Be-1 - 2月24日 仙台 仙台Darwin - 3月10日 大阪 梅田TRAD - 3月21日（追加公演） 東京 新宿ＢＬＡＺＥ |
| ナナランド “add” venture tour2020 | 2020年4月26日 - 7月7日 | 全国5都市6公演 - 4月26日 東京 渋谷WWWX - 5月9日 大阪 梅田BananaHall - 5月17日 名古屋 名古屋ReNY limited - 6月7日 仙台 金沢AZ - 6月21日 札幌 札幌cube garden - 7月7日 東京 恵比寿LIQUIDROOM                            |

## 出演

### テレビ
- アイドルお宝くじ 特別編 バレンタインだよ！愛の名曲カヴァーし NIGHT（2018年2月11日、CSテレ朝チャンネル）
- この指と～まれ！season2 #1 （2018年4月28日、フジテレビ、BSフジ）
- バズリズム02（2018年9月8日、日本テレビ）
- バズリズム02（2018年9月15日、日本テレビ）
- この指と～まれ！祝！TIF10周年2019元旦スペシャル （2019年1月1日、フジテレビ）
- MIRAI系アイドルTV （2019年3月13日、TOKYO MX）
- バズリズム02（2019年7月27日、日本テレビ）
- バズリズム02（2021年10月23日、日本テレビ）

### ウェブテレビ
- IDOL♡アカデミー(K・U・T )ノ爆 ♯57（2018年7月4日、Kawaiian TV、ニコニコ生放送）
- 生のアイドルが好き #66（2018年8月30日、ニコニコ生放送、アイドル専門チャンネルPigoo）
- 矢口真里の火曜The NIGHT（2018年9月5日、2020年8月26日、2021年7月7日[26]、AbemaTV）2020年は雪村、瀬戸のみ。2021年7月は竹内のみ。
- 鈴木愛理の火曜The NIGHT（2019年8月21日、AbemaTV）
- ナナトーーーーーーーク（wallop）[27]